# Ácido beta-hidroxi-beta-metilbutírico
Ácido β-hidróxi-β-metilbutírico (HMB), ou β-hidroxi β-metilbutirato, é um metabolito do aminoácido essencial leucina e é sintetizado no corpo humano. Desempenha atividade em síntese de proteínas e foi descoberto pelo Dr. Steven L. Nissen na Universidade Estadual de Iowa.
Tem sido usado em estudos científicos para supostamente aumentar a massa muscular (hipertrofia muscular) e diminuir a catabolia muscular. No entanto, Nissen mantém a patente original sobre o metabolito como um suplemento nutricional. Foi descoberto em porcos e pequenas quantidades podem também ser encontradas em toranjas, alfafa, e nos bagres. Como suplemento normalmente é vendido como um sal de cálcio.
Pesquisa publicada no Journal of Applied Physiology (Revista de Fisiologia Aplicada) tem mostrado que HMB pode ter efeito em aumentar a massa muscular e força. Uma revisão na publicação Nutrition & Metabolism fornece uma análise profunda e objetiva das pesquisas sobre HMB.